# Chrysozephyrus zoa
Chrysozephyrus zoa är en fjärilsart som beskrevs av De Nicéville 1889. Chrysozephyrus zoa ingår i släktet Chrysozephyrus och familjen juvelvingar. Inga underarter finns listade i Catalogue of Life.